# Марин Цетинић
Марин Цетинић (Блато на Корчули, 2. март 1915 — 14. јул 1996) био је учесник Народноослободилачке борбе и друштвено-политички радник СР Хрватске и СФР Југославије.

## Биографија
Рођен је 2. марта 1915. у Блату на острву Корчула. Због лоших материјалних услова, напустио је школовање наког првог разреда грађанске школе и почео да изучава обућарски занат. Као млади радник прикључио се омладинском реолуционарном радничком покрету и 1933. постао члан тада илегалног Савеза комунистичке омладине (СКОЈ). Био је члан Месног комитета СКОЈ у Блату, а убрзо потом је постао и члан илегалне Комунистичке партије Југославије (КПЈ). Због револуционарне активности више пута је хапшен од стране полиције, а августа 1936. заједно са групом комуниста са Корчуле, провео је осам месецу у истражном затвору у Сплиту. Због комунистичког деловања суђено им је по Закону о заштити државе пред Окружном судом у Сплиту, али су марта 1937. ослобођени услед недостатка доказа. У периоду од 1937. до 1939. хапшен је још дванаест пута.
Године 1939. отишао је у Југословенску војску, на одслужење војног рока у ауто-пук у Сарајеву, где се повезао са другим војницима комунистима и формирао партијску ћелију КПЈ, чији је био секретар. Учествовао је у Априлском рату 1941, а након капитулације вратио се на Корчулу, која је тада била окупирана од стране фашистичке Италије. Као секретар Котарског комитета СКОЈ и члан Котарског комитета КПХ био је један од организатора Народноослободилачког покрета (НОП) и оружаног устанка против италијансог окуптора на Корчули. Посебно је био ангажован на окупљању у упућивању бораца са Карчуле у партизанске јединице на копну. Од октобра 1942. до марта 1943. био је секретар Котарског комитета за Корчулу, а затим организациони и потом политички секретар Окружног комитета КПХ за Дубровник. Августа 1944. био је секретар Окружног одбора Јединственог народног фронта за Далмацију.
После ослобођења Југославије, налазио се на разним одговорним друштвено-политичким дужностима у Хрватској и Југославији. Од фебруара 1946. био је члан Бироа Окружног комитета КПХ за Даламцију, а од октобра 1947. политички секретар Окружног комитета КПХ за Далмацију и председник Обласног одбора Народног фронта за Далмацију. Године 1950. изабран је за члана Владе НР Хрватске, а од 1953. до 1960. био је члан Извршног већа Сабора НР Хрватске.
Од 1961. до 1969. био је члан Савезног извршног већа (СИВ) и истовремено и председник Туристичког савеза Југославије. У периоду од 1963. до 1965. обављао је дужност савезног секретара за саобраћај и везе. Као члан СИВ водио је југославенске привредне делегације ради преговора о привредној и научнотехничкој сарадњи у Индији, Бурми, Судану, Сирији, Аргентини, Бразилу, Шведској и Чехословачкој. Од 1969. до 1974. као посланик Већа народа Савезне скупштине био је председник скупштинског Одбора за савезни буџет. Од 1974. до 1977. био је потпредседник, а од 1982. до 1983. председник Савезне конференције Социјалистичког савеза радног народа (ССРН) Југославије.
За посланика Савезне скупштине биран је од првих избора новембра 1945, као и у наредна три мандата, док је за посланика у Сабору СР Хрватске биран у четири мандата. За члана Централног комитета СК Хрватске биран је на Четвртом конгресу СКХ (1959), а за члана Централног комитета СК Југославије на Осмом конгресу СКЈ (1964). За члана Савета федерације биран је 1983. и 1987. године, а био је и председник Координационог одбора Савезне конференције ССРНЈ за очување имена и дела Јосипа Броза Тита.
Сарађивао је у листовима „Борба”, „Вјесник”, „Политика” и другим југословенским новинама и часописима, где је објавио велики број чланака. Аутор је две публикације — Кадровска политика дјело милиона људи, Београд 1978. и Социјалистички савез радног народа Југославије у акцији, Београд 1983. година, као и текста Револуционарни покрет на отоку Корчули између два свјетска рата и почетак Народноослободилачке борбе, који је 1980. објављен у Корчуланском зборнику.
Носилац Партизанске споменице 1941. и других југословенских одлуковања, међу којима су — Орден заслуга за народ првог реда, Орден Републике са златном звездом, Орден братства и јединства другог реда, Орден за храброст и др.